# Luis Maidana
Luis María Maidana Silveira (Piriápolis, 22 de fevereiro de 1934) é um ex-futebolista uruguaio que atuava como goleiro.

## Carreira
Luis Maidana fez parte do elenco da Seleção Uruguaia de Futebol, na Copa do Mundo de  1962.

## Títulos
Peñarol
- Campeonato Uruguaio: 1958, 1959, 1960, 1961 e 1962
- Copa Libertadores da América: 1960 e 1961
- Copa Intercontinental: 1961

 Palmeiras
- Campeonato Paulista: 1966